# Columbasellus acheron
Columbasellus acheron is een pissebed uit de familie Asellidae. De wetenschappelijke naam van de soort is voor het eerst geldig gepubliceerd in 2003 door Lewis, Martin & Wetzer.